# Камерунская пискунья
Камерунская пискунья (лат. Arthroleptis adelphus) — вид бесхвостых земноводных из семейства пискуний. Длиной около 3 см.

## Распространение
Обитает в лесах южного Камеруна, экваториальной Гвинеи (включая остров Биоко) и Габона. Возможно ареал данного вида шире, некоторые особи были отмечены также в юго-западной ЦАР, Демократической Республики Конго и Республики Конго. На юге и востоке своего ареала встречаются разрознено.

## Экология
Живут среди опавшей листвы на настиле низменных лесов, избегая топкие места. Предпочитают леса с высокорослыми деревьями с плотным пологом.